# Sağlık, Aksaray
Sağlık là một thị trấn thuộc huyện Aksaray, tỉnh Aksaray, Thổ Nhĩ Kỳ. Dân số thời điểm năm 2010 là 2.348 người.